# Полный беспредел
«Полный беспредел» (англ. Outrage Beyond) — криминальная драма кинорежиссёра Такэси Китано, продолжение фильма «Беспредел». Премьера состоялась 6 октября 2012 года. Фильм был представлен к «Золотому льву» Венецианского кинофестиваля, а также выдвигался на премию Asian Film Awards в категориях «Лучший фильм», «Лучший композитор» (Кэйити Судзуки) и «Лучший монтажёр» (Такэси Китано и Ёсинори Ота). Такэси Китано одержал победу в категории «Лучший режиссёр». Завершающая часть трилогии — «Последний беспредел» вышла в 2017 году.

## Сюжет
Из воды в порту достают автомобиль, в нём труп чиновника и проститутки. Полиция предполагает, что убийство организовал преступный клан Санно. Под видом коррумпированного полицейского следователь Катаока внедрён в клан Санно(-кай). Этот клан чрезмерно расширил свою сферу влияния при новом главаре Като (пришедшем к власти после подозрительного убийства прежнего кланового главы, якудзы по имени Сикути). Сперва полицейский пытается ослабить Санно, используя старых якудз, недовольных тем, что главарь Като сделал своим заместителем молодого Исихару «не сидевшего, и умеющего лишь делать деньги». Одного из недовольных Катаока свел с Фузэ, главой клана Ханабиси(-кай) из соседнего региона, но тот хотя и тайно враждует с Като после его подозрительного прихода к власти в клане Санно, не стал играть роль, отведённую ему полицией, и позвонил Като и рассказал о совместном визите заговорщика и «продажного» полицейского. Провокация провалилась, заговорщика бандиты пристрелили. Тогда Катаока придумал другой план ослабления Санно. Он организовал досрочное освобождение якудзы по имени Отомо (Такэси Китано), думая, что тот станет мстить клану Санно за уничтожение семьи самого Отомо.
Катаока свёл Отомо с его врагом, бывшим якудза из семьи Мурасэ, Кимурой — некогда Отомо порезал лицо этого якудзы, а тот впоследствии несколько раз ударил Отомо заточкой в живот. Недруги признали, что они квиты, и примирились.
Как и предполагал Катаока, освобождение Отомо начало оживлять старые распри, так как в клане Санно были некоторые подозрения о виновниках гибели прежнего председателя Сикути. Катаока организовал стрельбу по одному из офисов клана Санно, а молодой Исихара (бывший подчинённый Отомо, переметнувшийся к верхушке Санно и организовавший убийство Сикути), занервничал и решил, что напал на них Отомо. С согласия Като, главаря клана Санно и исполнителя давнего убийства Сикути (чтобы занять его место), Исихара послал убийцу к Отомо. Покушение не удалось. Катаока использовал покушение, чтобы натравить Отомо на клан Санно. Но даже будучи раненым, Отомо всё же отказался сразу встревать в эту борьбу, не доверяя полицейскому, при этом имея предложение от своего друга Чанг Де Сунга, посредника в преступных японско-корейских делах, переехать в Корею. Тут двое молодых и глупых подручных Кимуры, — Оно и Симу, отправились самолично убивать главаря Като, и их выловил и жестоко убил Фунаки (бывший телохранитель убитого Сикути, предавший своего босса и получивший за это повышение). Катаока использовал привязанность Кимуры к этим двоим «сыновьям друзей», чтобы вновь подстрекнуть Кимуру и Отомо на борьбу с кланом Санно. Отомо и Кимура наконец согласились и заключили союз с кланом Ханабиси. К этому их тоже подтолкнул хитроумный полицейский. Впрочем, это отвечало тайным интересам Отомо, стремящегося отомстить виновным в его злоключениях убийцам Сикути.
Во время агрессивных «переговоров» с Ханабиси-кай Отомо и Кимура показали стойкость и презрение к страданиям, и затем стали побратимами с членами клана Ханабиси, ритуально выпив саке.
Заручившись поддержкой клана Ханабиси, Отомо и Кимура истребили многих из клана Санно. Страшными пытками они вынудили Фунаки рассказать подробности убийства Сикути и роль Исихары и главаря Като в этом. Запись рассказа всем «членам правления» клана Санно разослал глава клана Ханабиси. В результате бандиты покинули Като и Исихару. Като отрёкся от власти и попросил защиту полиции. Отомо сначала до смерти замучил Исихару. Затем он убил и «вышедшего на пенсию» Като. Кланы Санно и Ханабиси вновь поделили сферы влияния, их силы стали приблизительно равны, чего и добивалась полиция. Клан Ханабиси позволил Кимуре создать свой малый клан на территории клана Санно, но в обмен потребовали выдать им независимого Отомо. Однако тот якобы скрылся в Корее, предвидя такую опасность. Следователь Катаока организовал как «необходимую формальность» обыски и арест подручных Кимуры. Так он его временно лишил защиты и тем спровоцировал его убийство, как неудобного для двух сильных кланов человека. При этом полицейский надеялся на возврат Отомо из Кореи для отмщения за Кимуру, и тем самым на дальнейшее разжигание междоусобицы.
В финале Катаока подкараулил Отомо на стоянке рядом с местом церемонии похорон бандитов, и, посоветовав Отомо не входить без оружия, отдал ему свой пистолет. Отомо сразу же расстрелял следователя в упор, так как понял, что тот лишь играл роль продажного полицейского, а на деле полиция целенаправленно стравливала преступные кланы якудзы.

## Производство
В титрах первого фильма датой выхода продолжения был заявлен 2011 год, однако Китано не смог уложиться в назначенный срок по ряду причин, среди которых прошедшее землетрясение в Японии. Новой датой было назначено 6 октября 2012 года. Насущным вопросом оставалось участие Китано в фильме в качестве актёра, так как его персонаж Отомо получил несколько ударов заточкой в конце первого фильма. Позже режиссёр рассказал, что Отомо удалось выжить и он появится во втором фильме, но сюжет не будет концентрироваться на его мести.
По словам Китано, «Autoreiji: Biyondo» будет вполне самостоятельным фильмом, и его можно будет оценить без просмотра первой картины. В ходе первого «Беспредела» большинство персонажей было убито, среди выживших: член семьи Отомо Исихара, помощник председателя синдиката Като, коррумпированный детектив Катаока и член семьи Мурасэ Кимура. Актёры, сыгравшие этих персонажей: Рё Касэ, Томокадзу Миура, Фумиё Кохината и Хидэо Накано приняли участие и в «Беспределе 2». Среди новых актёров: Тосиюки Нисида, Ютака Мацусигэ, Кацунори Такахаси, Хирофуми Араи и другие.

## В ролях
| Актёр                        | Роль                                             |
| ---------------------------- | ------------------------------------------------ |
| Такэси Китано (Beat Takeshi) | Семья Кимура Отомо                               |
| Хидэо Накано                 | Семья Кимура Кимура, патриарх семьи Кимура       |
| Хирофуми Араи                | Семья Кимура Оно                                 |
| Кэнта Киритани               | Семья Кимура Сима                                |
| Томокадзу Миура              | Клан Санно Минору Като, председатель клана Санно |
| Рё Касэ                      | Клан Санно Хидэта Исихара, правая рука Като      |
| Тэцуси Танака                | Клан Санно Масаси Фунаки, левая рука Като        |
| Тацуо Надака                 | Клан Санно Сирояма                               |
| Кэн Мицуиси                  | Клан Санно Гоми                                  |
| Акира Накао                  | Клан Санно Томита, заговорщик                    |
| Сигэру Кояма                 | Клан Ханабиси Фусэ, председатель клана Ханабиси  |
| Тосиюки Нисида               | Клан Ханабиси Нисино, правая рука Фусэ           |
| Сансэй Сиоми                 | Клан Ханабиси Наката                             |
| Кацунори Такахаси            | Клан Ханабиси Дзё                                |
| Фумиё Кохината               | детектив Катаока                                 |
| Ютака Мацусигэ               | детектив Сигэта, помощник Катаоки                |